# Joan Higginbotham
Joan Elizabeth Higginbotham (Chicago, 3 augustus 1964) is een Amerikaans voormalig ruimtevaarder. In 2007 verliet zij NASA en ging zij als astronaut met pensioen. 
Higginbotham maakte deel uit van NASA Astronaut Group 16. Deze groep van 44 ruimtevaarders begon hun training in 1996 en had als bijnaam The Sardines.
Higginbotham’s eerste en enige ruimtevlucht was STS-116 met de spaceshuttle Discovery en vond plaats op 9 december 2006. Tijdens de missie werd de P5 Truss aan het Internationaal ruimtestation ISS geleverd en aangebracht, het elektriciteitsnet van het ruimtestation grondig aangepast en een lid van de ISS Expeditie 14 uitgewisseld. 